# Idioma cauqui
El cauqui (también escrito como kawki o kauki), conocido localmente como cachuy o cauque, es una lengua indígena del Perú perteneciente a la familia de las lenguas aimaraicas. Se habla exclusivamente en la comunidad de Cachuy, ubicada en el Distrito de Catahuasi, Provincia de Yauyos, en la sierra del Departamento de Lima.
Históricamente, el cauqui ha sido considerado una lengua en grave peligro de extinción. En el año 2000, se estimaba que solo quedaban once hablantes nativos, y en 2005 el número descendió a nueve hablantes. Sin embargo, de acuerdo con datos recientes del Ministerio de Cultura del Perú, actualmente se registran 132 hablantes en la misma localidad.
El cauqui presenta una similitud léxica del 79 % con el idioma aimara, lo que indica una cercanía significativa entre ambas lenguas dentro de la rama aimaraica. A pesar de su reducida área geográfica, la lengua manifiesta fenómenos de dialectalización comparables a los observados en el quechua, particularmente entre las variedades quechua I y quechua II.

## Rasgos genéricos
- Esta lengua aru se define tipológicamente como de orden SOV, (sujeto - objeto - verbo)
- Es una lengua aglutinante y exclusivamente sufijadora, características generales que le son comunes con las lenguas quechuas.
- El avance de quechua y aru hacia el sureste andino ha sido la historia multisecular de bilingüismo, durante el cual el aru iba dejando territorios y poblaciones al quechua, a la vez que empapaba estructuralmente de manera ascendente.[1]

## Hablantes nativos de kawki
Antes se creía que el hablante fluido más joven era Valerio Luciani Ascencio, un docente de la localidad de Cachuy, quien aprendió el cauqui en su infancia y el español al comenzar el colegio. En agosto de 1979 la editorial Atlas publicó un libro suyo bilingüe titulado Valerio Luciani Asencio (31 años). El mismo fue editado por la lingüista Martha James Hardman y formó parte de un proyecto de conservación de textos en lenguas en peligro de extinción. En 2002 recibió el premio Language Legacies Grant de la fundación Endangered Language Fund. Con motivo de la conmemoración del Día del Idioma Nativo en 2015 la Unidad de Gestión Educativa Local n.º 13 de Yauyos organizó un censo de los docentes bilingües para conocer el nivel de conocimiento y dominio que tienen del jacaru y cauqui. Valerio Luciani Ascencio participó como «miembro evaluador». Actualmemte hay 132 hablantes nativos de kawki en todo el país según el Ministerio de Cultura de Perú, esto gracias a los esfuerzos de conservación y también investigaron que los datos de los 2000 era erróneo.
En abril de 2017, el Ministerio de Comercio Exterior y Turismo de Perú organizó una presentación del cantante folclórico Francisco Ascencio de la Cruz, quien en ese momento tenía 70 años, en la cual cantó canciones en cauqui. Aunque para ello tuvo que practicarlo, ya que lo entiende pero no lo habla.

## Alfabeto cauqui
El kawki ya cuenta con un alfabeto oficial establecido mediante Resolución Ministerial N.º 106-2017-MINEDU, del 6 de febrero de 2017 realizado por el Ministerio de Educación (MINEDU), con 39 letras: a, ch, chh, ch’, cx, cxh, cx', i, j, k, kh, k’, l, ll, m, n, ñ, nh, p, ph, p’, q, qh, q’, r, s, sh, t, th, t’, ty, tyh, ty', ts, tsh, ts' u, w, y.
| A | Ch | Chh | Ch' | Cx | Cxh | Cx' | I | J | K | Kh | K' | L | Ll | M | N | Ñ | Nh | P | Ph | P' | Q | Qp | Q' | R | S | Sh | T | Th | T' | Ty | Tyh | Ty' | Ts | Tsh | Ts' | U | W | Y | Formas minúsculas | Formas minúsculas | Formas minúsculas | Formas minúsculas | Formas minúsculas | Formas minúsculas | Formas minúsculas | Formas minúsculas | Formas minúsculas | Formas minúsculas | Formas minúsculas | Formas minúsculas |
| a | ch | chh | ch' | cx | cxh | cx' | i | j | k | kh | k' | l | ll | m | n | ñ | nh | p | ph | p' | q | qh | q' | r | s | sh | t | th | t' | ty | tyh | ty' | ts | tsh | Ts' | u | w | y |                   |                   |                   |                   |                   |                   |                   |                   |                   |                   |                   |                   |